# 圆果木姜子
圆果木姜子（学名：Litsea globosa）为樟科木姜子属下的一个种。